# Марку, Валериу
Валериу Марку (рум. Valeriu Marcu; 8 марта 1899, Бухарест, Румыния, — 4 июля 1942, Нью-Йорк, США) — румынский писатель и историк, большинство своих произведений написавший на немецком языке.

## Биография
Родился в еврейской семье. В возрасте 16-17 лет посетил Ленина в Цюрихе и, будучи в то время убежденным коммунистом, предложил ему свои услуги. С 1920 года жил в Берлине.
В 1926 году порвал с коммунистами и примкнул к консервативно-революционному движению.
С 1929 года неоднократно подавал заявление о предоставлении гражданства, но все его просьбы были отклонены прусскими властями.
Публиковался в журналах Weltbühne, Tage-Buch и Literarische Welt.
После прихода нацистов к власти ими была сожжена книга Марку Schatten der Geschichte, а сам он бежал в Швейцарию. Позднее он начал сотрудничать с ежемесячником Клауса Манна Die Sammlung и переехал во Францию.
В письме к Готфриду Тревиранусу от 18 ноября 1938 года Марку писал:
Я никогда не интересовался еврейским вопросом, потому что это мне неинтересно. Я всегда придерживался мнения поэта, который писал, что иудаизм это не религия, а несчастье. Последовательным религиозным продолжением иудаизма для меня является католицизм.
В 1941 году с помощью Вариана Фрая Марку перебрался в США.
Марку был женат на Еве Доротее Герзон (1908—2004). Их дочь Ту Мики (родилась в 1934 году в Ницце) живёт на Манхэттене.
Марку, вероятно, стал прототипом Игнацио Мортона, одного из персонажей автобиографии Die wenigen und die vielen. Roman einer Zeit (1959, 1991) немецкого критика и писателя Ганса Заля.
Румынский филолог-германист Андрей Корбя-Хойшие писал:
Как свойственно métèques, Марку был фанатиком ассимиляции, который видел свой идеал в традиционном пруссачестве и рассматривал еврейское происхождение как злой рок.

## Избранные произведения

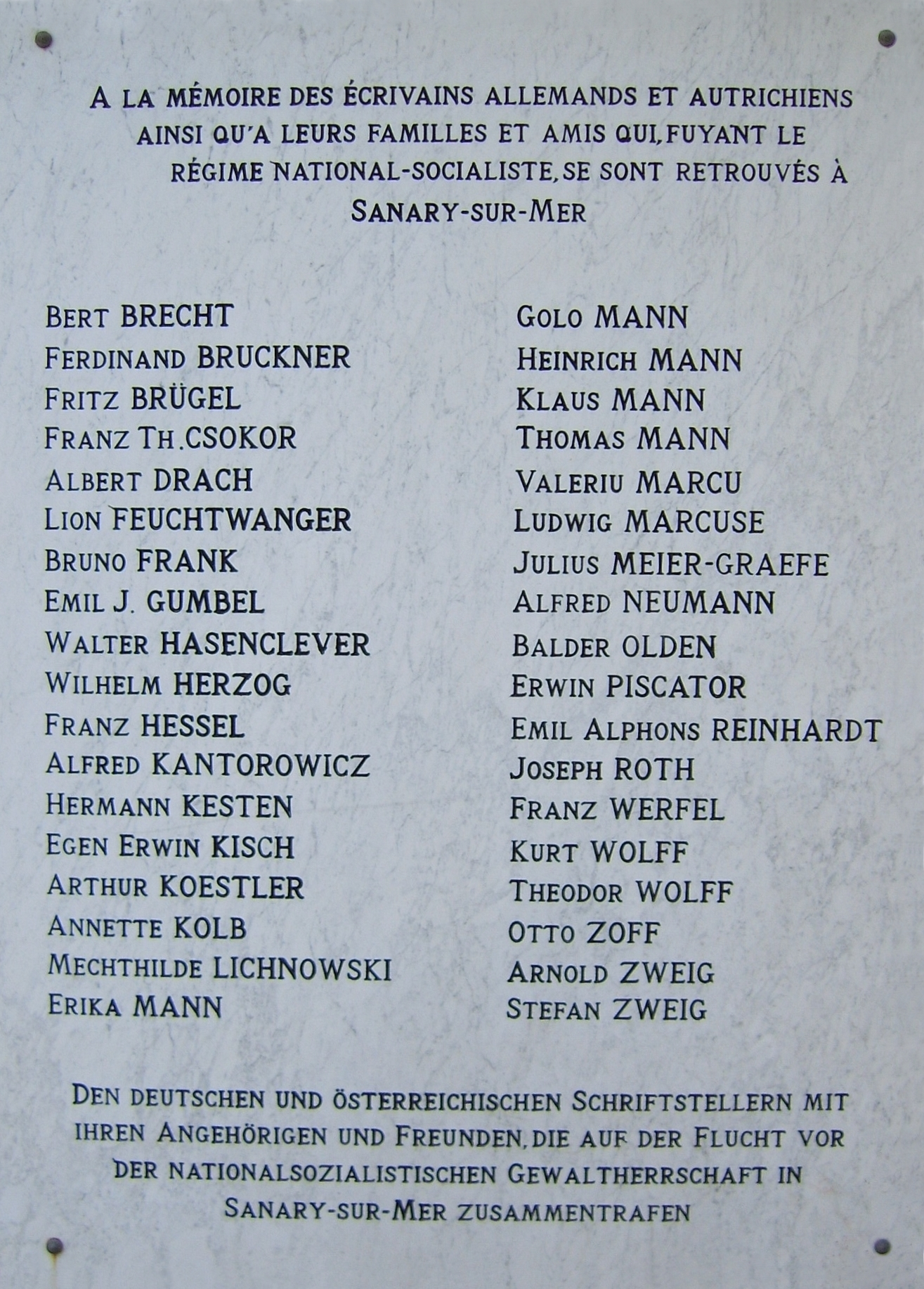
Мемориальная доска в память о немецких и австрийских беженцах, поселившихся в Санари-сюр-Мер

- Die weiße und rote Armee. — St. Petersburg: Verlag der Jugend-Internationale, 1921.
- Imperialismus und Frieden, Raubkrieg und Revolution (под псевдонимом Gracchus). — Berlin: Neuer Deutscher Verlag F. L. Halle & Co., 1924.
- Imperialismus und Friede. — Berlin, 1924.
- Schatten der Geschichte: 15 europäische Profile. — Berlin: Hoffmann und Campe, 1926.
- Wilhelm Liebknecht 1823-26: März 1926. Ein Bild der Deutschen Arbeiterbewegung. — Berlin, 1926.
- Der Rebell und die Demokratie: Zur Krise d. Sozialismus. — Berlin: E. LAub’sche Verlagsbuchhandlung, 1927.
- Lenin, 30 Jahre Russland: Mit zahlr., teilw. unveröff. Bildern. — Leipzig: Paul List, 1927.
- Das grosse Kommando Scharnhorsts. Die Geburt einer Militärmacht in Europa. — Leipzig: Paul List, 1928.
- Die Geburt der Nationen: Von der Einheit des Glaubens zur Demokratie des Geldes. — Berlin, 1930.
- Männer und Mächte der Gegenwart. — Berlin: Gustaf Kiepenheuer, 1930.
- Die Vertreibung der Juden aus Spanien. — Amsterdam: Querido Verlag, 1934.
- Machiavelli: Die Schule der Macht. — Amsterdam: Allert de Lange, 1937.
- Ein Kopf ist mehr als vierhundert Kehlköpfe. Gesammelte Essays. — Konstanz: Hartung-Gorre, 2002. — 252 S. — ISBN 978-3-89649-736-9.